# Shifuku no Oto
Shifuku no Oto è il decimo album del gruppo musicale giapponese Mr. Children pubblicato il 7 aprile 2004. L'album è arrivato alla prima posizione della classifica Oricon ed ha venduto 1 411 799 copie.

## Tracce
1. Iwasete Mitee Mon Da (言わせてみてぇもんだ?, Let You Say)
2. Paddle
3. Tenohira (掌?, Palm)
4. Kurumi (くるみ?, Walnut)
5. Hana Kotoba (花言葉?, Flower Language)
6. Pink ~ Kimyō na Yume (Pink ～ 奇妙な夢?, - Strange Dream)
7. Chi no Kuda (血の管?, Blood Vessel)
8. Karakaze no Kaerimichi (空風の帰り道?, Dry Wind's Way Back)
9. Any
10. Tencho Bus (天頂バス?, Zenith Bus)
11. Tagatame (タガタメ?)
12. Hero